# Landskapsarkivarie
Landskapsarkivarie är en tjänstetitel i det självstyrda Ålands landskapsförvaltning. Landskapsarkivarien är chef för Ålands landskapsarkiv.